# Ochodaeus tonkineus
Ochodaeus tonkineus es una especie de coleóptero de la familia Ochodaeidae.

## Distribución geográfica
Habita en Tonkin (Vietnam).